# Fuori! (album)
| Recensione | Giudizio |
| ---------- | -------- |
| AllMusic   |          |

Fuori! è il terzo album in studio del gruppo musicale italiano Finley, pubblicato il 26 marzo 2010 dalla EMI.

## Tracce
1. Gruppo Randa (Marco Pedretti)
2. Un'altra come te
3. Fuori! (Carmine Ruggiero)
4. Meglio di noi non c'è niente (Carmine Ruggiero)
5. Dove sei? (Danilo Calvio)
6. Il mondo che non c'è (Carmine Ruggiero)
7. Lei
8. Se cambia il vento (Marco Pedretti)
9. Il tempo di un minuto (Carmine Ruggiero)
10. Le ragazze vogliono qualcosa in più
11. In orbita
12. Svegliami (Marco Pedretti)
13. Tra gli angeli (Carmine Ruggiero)
14. La mia notte

## Classifiche
| Classifica (2010) | Posizione massima |
| ----------------- | ----------------- |
| Italia            | 9                 |